# Servei d'intel·ligència

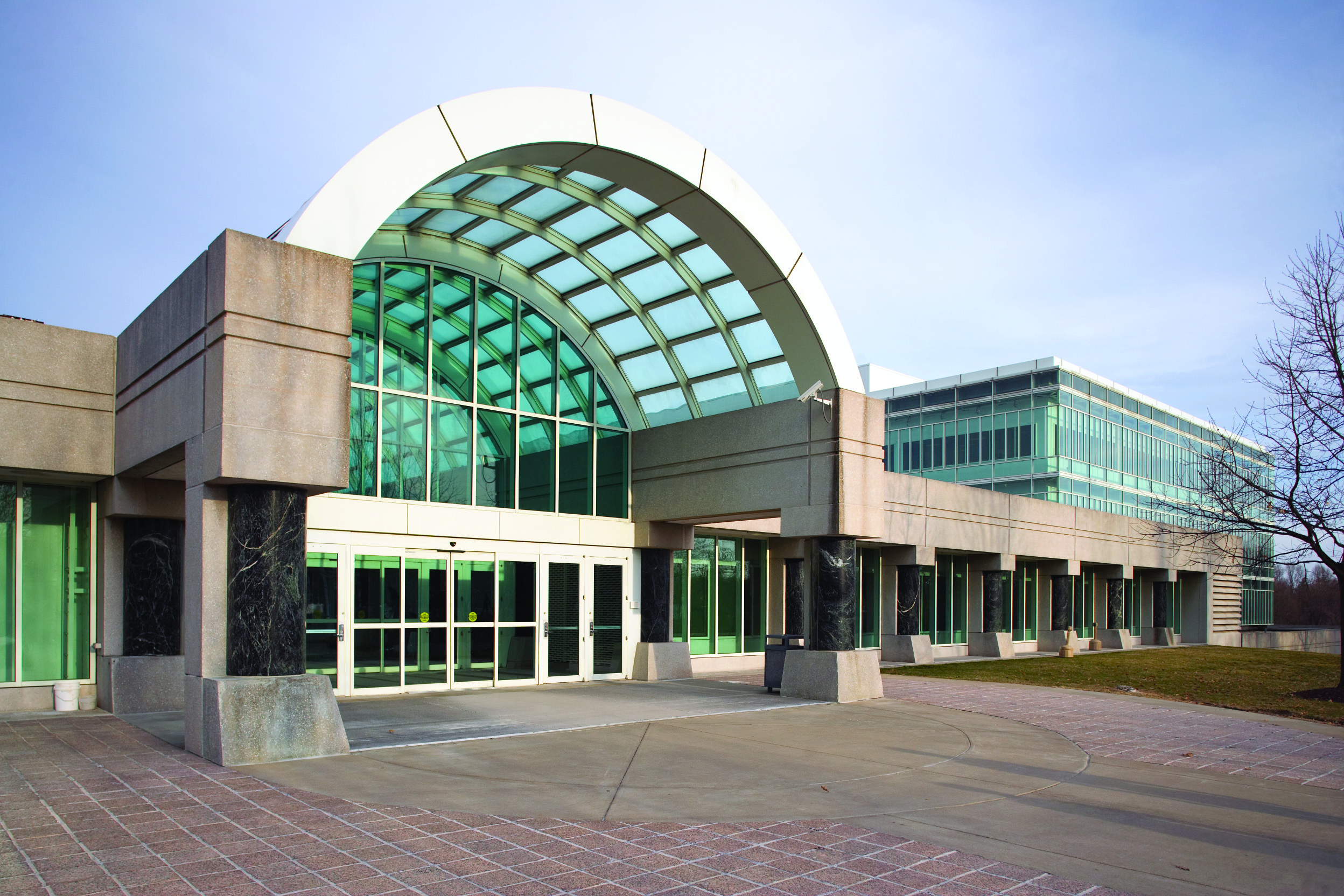
El George Bush Center for Intelligence és la seu de la Central Intelligence Agency (CIA), ubicat a Langley al Fairfax County, Virgínia, EUA.

Un servei d'intel·ligència és una agència governamental dedicada a obtenir informació per contribuir a salvaguardar els interessos de l'Estat, la seva integritat i la seva seguretat territorial. Alguns serveis d'intel·ligència al món han arribat a estar involucrats en assassinats, tràfic d'armes, cops d'estat, violacions i propaganda amb l'objectiu d'aconseguir els interessos dels seus governs. Se solen donar ocasions en què dues o més agents de diferents serveis d'intel·ligència i destacats a l'estranger intercanviïn o complementin informació. Existeixen empreses d'intel·ligència privades com ara Stratfor als Estats Units que treballen amb els serveis secrets o serveis d'intel·ligència de diferents països així com amb empreses o particulars que sol·licitin els seus serveis.
Els serveis d'intel·ligència treballen al territori nacional, en territori estranger per cobrir accions en aquest territori i en territori estranger per cobrir accions en un país des d'un tercer país. Hi ha casos de països que mantenen diversos serveis d'intel·ligència, un per cada branca de les forces armades o per àmbits d'acció. En aquests casos hi ha duplicitat de funcions i les versions poden coincidir, tenir certes diferències, o ser diametralment oposades.

## Similituds i diferències entre Diplomàcia i Serveis d'Intel·ligència
- S'assemblen en els següents casos:
  - Tots dos obtenen informació de caràcter lícit i de fonts oficials.
  - La informació és obtinguda lícitament pel diplomàtic i procedeix de les diverses reparticions públiques de l'Estat receptor.
  - L'Agregat Militar o de Defensa l'obté de font militar en forma oficial.
- Es diferencien en els següents casos:
  - La diplomàcia obté informació per mitjans exclusivament lícits i actua d'acord amb la Convenció de Viena sobre Relacions Diplomàtiques (1961).
  - El diplomàtic negocia amb l'Estat receptor o amb una empresa a fi d'aconseguir transferència de tecnologia. Negocia per formalitzar un acord oficial en aquest sentit.
  - Els agents del servei d'intel·ligència sovint obtenen informació per mitjans il·lícits o actuen il·lícitament, per exemple per tractar d'obtenir els secrets d'una tecnologia estrangera.
  - A certs països, els agents del servei d'intel·ligència local espien als diplomàtics estrangers acreditats davant el país on exerceixen funcions oficials. Aquesta acció s'accentua quan el nivell de relacions diplomàtiques es converteix en crític o preocupant.

## Contrast d'informació
El flux de la informació estrictament secreta acaba en mans del Cap d'Estat per a la presa de decisions. De vegades, abans d'arribar a aquest nivell, sol informar-se a la Cancelleria del seu propi país a fi de sol·licitar informació sobre determinat tema i complementar informació, després de la qual cosa, aquesta informació depurada, o bé és tractada en el si del Consell de Ministres, si la mateixa involucra diversos sectors d'interès estatal o la importància és tal que així ho amerite o bé és aconseguida directament al Cap d'Estat perquè en prengueu coneixement i finalitats consegüents.

## Representacions en altres països
Es dona el cas que a certs països existeix tal llibertat o una legislació laxa sobre la matèria, que és el lloc preferit per centralitzar les accions en determinats grups de països. Est és el cas de Suècia, on la major part dels més importants serveis d'intel·ligència del món tenen un centre d'activitat regional, en aquest cas, Europa. L'activitat és tal que els membres dels serveis d'intel·ligència generalment es coneixen entre ells i comparteixen informació. O sigui, saben perfectament a qui acudir en determinades circumstàncies.

## Llista

### Àfrica
Egipte 
- Al-Mukhabarat al-'Ammah la Direcció general d'Intel·ligència d'Egipte
- Mabahith al-Amn al-Dawla'Ulya Oficina d'Investigació de la Seguretat de l'Estat

 Sud-àfrica 
- Agència Nacional d'Intel·ligència (NIA)

 el Marroc 
- Depenent de les Forces Armades:
  - Direcció general d'Estudis i Documentació (DGED)
  - Adreça d'Intel·ligència Militar (DRM)
    - 2a. oficina - Informació militar - (2ème bureaux)
    - 3a. oficina - Contraespionatge militar - (3ème bureaux)
    - 5a. oficina - Lluita antiterrorista - (5ème bureaux)
- Depenent del Ministeri de l'Interior:
  - Direcció general de Seguretat Nacional (DGSN)
    - Adreça de Vigilància del Territori (DST) "Direction générale de la surveillance du territoire"
    - Policia Judicial
    - Brigada d'Informació General (Renseignements Généraux RG)

### Amèrica
Panamà
- Direcció nacional d'Intel·ligència Policial
- Consell Nacional de Seguretat i Defensa Nacional

Canadà
- Servei Canadenc d'Intel·ligència i Seguretat / Service Canadien du renseignement de sécurité (CSIS / SCRS)
- Seguretat de les Comunicacions establiment (CSE)

Costa Rica
- Adreça d'Intel·ligència i Seguretat (DIS)

Cuba
- Direcció general d'Intel·ligència (DGI)Direcció general d'Intel·ligència
- Adreça d'Intel·ligència Militar (SIM)Adreça d'Intel·ligència Militar

Estats Units
- Agència Central d'Intel·ligència (CIA)
- Agència d'Intel·ligència de la Defensa (DIA)
- Agència de Seguretat Nacional (NSA)
- Oficina Federal d'Investigació (FBI)
- Servei Secret dels Estats Units (USSS)
- Servei d'Investigació Criminal Naval (NCIS)
- EUA De la Força Aèria Oficina d'Investigacions Especials (AFOSI)
- Guàrdia Costanera de Servei d'Investigació (CGIS)
- Exèrcit dels Estats Units d'Investigació Criminal Comando (USACIC)

Guatemala
- Secretaria d'Intel·ligència Estratègica de l'Estat

 Mèxic 
- Centre d'Investigació i Seguretat Nacional (CISEN)
- Policia Federal Ministerial (PFM)
- Policia Federal (PF)
- Agència Federal d'Investigacion (AFI)
- Grup Aeromóvil de Forces Especials (MALASTRUGA)
- Grup d'Operacions Especials (GOPES)

 República Dominicana 
- Direcció nacional d'Investigacions (DNI)
- Adreça Intel·ligència Exèrcit Nacional (G2)
- Adreça d'Intel·ligència Marina de Guerra (M2)
- Adreça d'Intel·ligència Força Aèria (A2)
- Adreça d'Intel·ligència Ministeri de les Forces Armades (J2)

 Argentina 
- Secretaria d'Intel·ligència (SI)

 Bolívia 
- Adreça d'Intel·ligència de l'Estat (DIE)
- Servei d'Intel·ligència de l'Estat (SIE)
- Direcció nacional d'Intel·ligència
- Departament II d'Intel·ligència de l'Estat Major General

 Brasil 
- Agència Brasilera d'Intel·ligència (ABIN) -

 Xile 
- Agència Nacional d'Intel·ligència (ANI) -

 Colòmbia 
- Direcció nacional d'Intel·ligència (DNI) - Antic DAS
- Cos Tècnic d'Investigació (CTI) - Entitat de la Fiscalia General de la Nació (Colòmbia)
- Adreça d'Investigació Criminal i INTERPOL (DIJIN) - Adreça de la Policia Nacional de Colòmbia

 Equador 
- Servei Civil d'Intel·ligència
- Sistema Integrat de Seguretat ECU 911
- Servei d'Intel·ligència de l'Exèrcit
- Servei d'Intel·ligència de l'Armada
- Servei d'Intel·ligència de la Força Aèria
- Servei d'Intel·ligència de la Policia

 Paraguai 
- Secretaria Nacional d'Intel·ligència (SNI)

 Perú 
- Direcció nacional d'Intel·ligència

 Veneçuela 
- Servei Bolivarià d'Intel·ligència Nacional (SEBIN)
- Direcció general de Contrainteligencia Militar (DGCIM)

 Uruguai 
- Servei d'Intel·ligència i Contraespionatge de l'Estat

### Àsia
Bangladés 
- Direcció general de les Forces d'Intel·ligència (DGFI)
- D'Intel·ligència i Seguretat Nacional (INE)

 República Popular de la Xina 
- Ministeri de Seguretat de l'Estat (MSS)

 Índia 
- Agència Nacional d'Investigació (NIA)
- Oficina Central d'Investigació (CBI)
- Oficina d'Intel·ligència (IB)
- Research and Analysis Wing (RAW)

 Rússia 
- Federalnaya Sluzhba Bezopasnosti (FSB) - Servei Federal de Seguretat
- Glavnoye Razvedyvatelnoye Upravlenie Genshtaba (GRU) - principal Adreça d'Intel·ligència de l'Estat Major General
- Sluzhba Vneshney Razvedki (RVS) - Servei d'Intel·ligència Exterior

 Singapur 
- La Seguretat i la Divisió d'Intel·ligència (SID)
- Departament de Seguretat Interna (DSI)

 República de la Xina (Taiwan)
- Oficina de Seguretat Nacional (NSB)

### Europa
Àustria 
- Bundeskriminalamt (BK) Oficina Federal d'Investigació Criminal
- Budesamt fur Verfassungsschutz und Terrorismusbekampfung (BVT) Oficina Federal de Protecció de la Constitució i de Lluita contra el Terrorisme.
- Heerenachrichtenamt (HNaA) Servei d'Intel·ligència Militar Exterior.

 Bèlgica 
- Staatsveiligheid / Sûreté de l'État (SV / ES) - Servei de Seguretat de l'Estat

 República Txeca 
- Bezpečnostní informační služba (BIS) - Servei d'Informació de Seguretat
- Úřad pro Zahraniční styky un Informace (ÚZSI) - Oficina de Relacions Exteriors i de la Informació
- Vojenské zpravodajství (VZ) - d'Intel·ligència Militar

 Dinamarca 
- Politiets Efterretningstjeneste (PET) - de Seguretat i Intel·ligència danès
- Forsvarets Efterretningstjeneste (FE) - Servei d'Intel·ligència de Defensa danès

 Eslovàquia 
- Slovenská informačná služba (SIS) - Eslovaca Servei d'Informació
- Vojenská spravodajská služba (VSS) - Servei d'Intel·ligència Militar

 Espanya 
- Centre Nacional d'Intel·ligència (CNI) - Centre Nacional d'Intel·ligència
- Centre d'Intel·ligència de les Forces Armades

 Finlàndia 
- Suojelupoliisi (Va saber) - protecció policial

 França 
- Direction générale de la sécurité extérieure (DGSE) - Direcció general de Seguretat Exterior
- Direction générale de la Sécurité intérieure (DGSI) - Direcció general de Seguretat Interna

 Alemanya 
- Bundesnachrichtendienst (BND) - Servei Federal d'Intel·ligència
- Bundesamt für Verfassungsschutz (BfV) - Oficina Federal per a la Protecció de la Constitució
- Militärischer Abschirmdienst (MAD) - Agència de Contraintel·ligència Militar

 Grècia 
- Ethniki Ypiresia PLIROFORION (NEI) - Hel·lènica Servei d'Intel·ligència Nacional

 Irlanda 
- G2 Intel·ligència de l'Exèrcit (G2)
- Unitat Nacional de Vigilància (Garda) (NSU)

 Itàlia 
- Agència Informazioni i Sicurezza Interna (AISI) - Agència d'Informació i Seguretat Interior
- Agència Informazioni i Sicurezza Esterna (AISE) - Agència d'Informació Exterior i de Seguretat

 Països Baixos 
- Algemene Inlichtingen-en Veiligheidsdienst (AIVD) - General d'Intel·ligència i del Servei de Seguretat
- Militaire Inlichtingen-en Veiligheidsdienst (MIVD) - d'Intel·ligència Militar i del Servei de Seguretat
- Nationaal Coordinador Terrorismebestrijding (NCTB) - nacional contra el terrorisme Unitat
- 'Fiscale Inlichtingen-en Opsporingsdienst (FOID-ECD) - Informació i Investigació Fiscal de serveis

 Polònia 
- Agencja Wywiadu (AW) - Organisme d'Intel·ligència Exterior
- Agencja Bezpieczeństwa Wewnętrznego (ABW) - Organisme de Seguretat Interna
- Służba Wywiadu Wojskowego (SWW) - Servei d'Intel·ligència Militar
- Służba Kontrwywiadu Wojskowego (SKW) - 'Servei de Contrainteligencia Militar

 Regne Unit 
- Servei Secret d'Intel·ligència (SIS o MI6)
- Servei de Seguretat (col·loquialment MI5)
- Government Communications Headquarters (GCHQ)

 Suècia 
- per Kontoret särskild inhämtning (KSI) - Oficina d'Adquisició Especial
- Underrättelsekontoret (UNDK) - 'Oficina d'Intel·ligència

 Ucraïna 
- Holovne Upravlinnya Rozvidky (HUR) - Central d'Intel·ligència de l'Adreça
- Sluzhba Bezpeky Ukrayiny (SBU) - del Servei de Seguretat d'Ucraïna
- Sluzhba Zovnishnioyi Rozvidky Ukrayiny (SZR o SZRU) - Servei d'Intel·ligència Exterior d'Ucraïna

### Orient Mitjà
Israel 
- -ha Mossad li-o Modiin-li-Tafkidim Myukhadim (Mossad) - Institut d'Intel·ligència i Operacions Especials
- Shirut Bitahon Klali (ISA) - 'Agència de Seguretat d'Israel

 Pakistan 
- Inter-Services Intelligence (ISI)
- Intel·ligència Militar (MI)
- Oficina d'Intel·ligència (IB)
- Agència Federal d'Investigació (FIA)
- Departament d'Investigació Criminal (CID) de

 Aràbia Saudita 
- Al Mukhabarat A l'A'amah - 'la Direcció general d'Intel·ligència

 Síria 
- Direcció General de Seguretat

 Turquia 
- Milli İstihbarat Teşkilatı (MIT) - 'Organització Nacional d'Intel·ligència

### Oceania
Nova Zelanda 
- New Zealand Security Intelligence Service (NZSIS)
- Government Communications Security Bureau (GCSB)

 Austràlia 
- Australian Secret Intelligence Service (ASIS)
- Australian Security Intelligence Organization (ASIO)

 Filipines 
- Agència Coordinadora Nacional d'Intel·ligència (NICA)
- Servei d'Intel·ligència de les Forces Armades de les Filipines (ISAFP)
- Oficina Nacional d'Investigació (NBI)
- Policia Nacional de les Filipines - Grup d'Intel·ligència (PNP-IG)
- Oficina de Duanes - Grup d'Intel·ligència (BOC-IG)